# ایواجین
ایواجین (انگلیسی: Evogene) شرکت داروسازی اسرائیلی است، که در سال ۲۰۰۲ تأسیس شد.